# Великобритания на летних Олимпийских играх 1984
На летних Олимпийских играх 1984 года Великобританию представляло 337 спортсменов (229 мужчин, 108 женщины). Они завоевали 5 золотых, 11 серебряных и 21 бронзовых медалей, что вывело сборную на 11-е место в неофициальном командном зачёте.

## Медалисты
| Медаль  | Спортсмен                                                           | Вид спорта           | Дисциплина                                            |
| ------- | ------------------------------------------------------------------- | -------------------- | ----------------------------------------------------- |
| Золото  | Себастьян Коу                                                       | Лёгкая атлетика      | Мужчины, 1500 м                                       |
| Золото  | Дейли Томпсон                                                       | Лёгкая атлетика      | Мужчины, десятиборье                                  |
| Золото  | Тереза Сандерсон                                                    | Лёгкая атлетика      | Женщины, метание копья                                |
| Золото  | Ричард Баджетт Мартин Кросс Эдриан Эллисон Энди Холмс Стив Редгрейв | Академическая гребля | Мужчины, четвёрки распашные с рулевым                 |
| Золото  | Малькольм Купер                                                     | Стрельба             | Мужчины, малокалиберная винтовка с трёх позиций, 50 м |
| Серебро | Себастьян Коу                                                       | Лёгкая атлетика      | Мужчины, 800 м                                        |
| Серебро | Стив Крэм                                                           | Лёгкая атлетика      | Мужчины, 1500 м                                       |
| Серебро | Майкл Маклеод                                                       | Лёгкая атлетика      | Мужчины, 10 000 м                                     |
| Серебро | Крисс Акабуси Тодд Беннетт Филип Браун Гарри Кук                    | Лёгкая атлетика      | Мужчины, эстафета 4×400 м                             |
| Серебро | Дэвид Оттли                                                         | Лёгкая атлетика      | Мужчины, метание копья                                |
| Серебро | Венди Слай                                                          | Лёгкая атлетика      | Женщины, 3000 м                                       |
| Серебро | Венди Слай                                                          | Лёгкая атлетика      | Женщины, 100 м с барьерами                            |
| Серебро | Майкл Уитакер Стивен Смит Джон Уитакер Тимоти Грабб                 | Конный спорт         | Конкур, командное первенство                          |
| Серебро | Вирджиния Ленг Ян Старк Диана Клафам Люсинда Грин                   | Конный спорт         | Троеборье, командное первенство                       |
| Серебро | Нейл Адамс                                                          | Дзюдо                | Мужчины, до 78 кг                                     |
| Серебро | Сара Хардкэстл                                                      | Плавание             | Женщины, 400 м вольным стилем                         |
| Бронза  | Чарльз Спеддинг                                                     | Лёгкая атлетика      | Мужчины, марафон                                      |
| Бронза  | Кит Коннор                                                          | Лёгкая атлетика      | Мужчины, тройной прыжок                               |
| Бронза  | Кэти Смоллвуд-Кук                                                   | Лёгкая атлетика      | Женщины, 400 м                                        |
| Бронза  | Беверли Годдард Хитер Хант Симона Джекобс Кэтрин Смолвуд-Кук        | Лёгкая атлетика      | Женщины, эстафета 4×100 м                             |
| Бронза  | Сьюзан Херншоу                                                      | Лёгкая атлетика      | Женщины, прыжки в длину                               |
| Бронза  | Фатима Витбред                                                      | Лёгкая атлетика      | Женщины, метание копья                                |
| Бронза  | Роберт Уэллс                                                        | Бокс                 | Мужчины, свыше 91 кг                                  |
| Бронза  | Вирджиния Ленг                                                      | Конный спорт         | Троеборье, личное первенство                          |
| Бронза  | Команда                                                             | Хоккей на траве      | Мужчины                                               |
| Бронза  | Нейл Экерсли                                                        | Дзюдо                | Мужчины, до 60 кг                                     |
| Бронза  | Керрит Браун                                                        | Дзюдо                | Мужчины, до 71 кг                                     |
| Бронза  | Бэрри Дэггер                                                        | Стрельба             | Мужчины, пневматический пистолет, 10 м                |
| Бронза  | Майкл Салливан                                                      | Стрельба             | Мужчины, малокалиберная винтовка лёжа, 50 м           |
| Бронза  | Алистер Аллан                                                       | Стрельба             | Мужчины, малокалиберная винтовка с трёх позиций, 50 м |
| Бронза  | Нейл Кохрэн                                                         | Плавание             | Мужчины, 200 м комплексным плаванием                  |
| Бронза  | Нейл Кохрэн Эндрю Эстбёри Пол Истер Пол Хоув                        | Плавание             | Мужчины, эстафета 4×200 м вольным плаванием           |
| Бронза  | Джун Крофт                                                          | Плавание             | Женщины, 400 м вольным стилем                         |
| Бронза  | Сара Хардкэстл                                                      | Плавание             | Женщины, 800 м вольным стилем                         |
| Бронза  | Дэвид Мерсер                                                        | Тяжёлая атлетика     | Мужчины, до 90 кг                                     |
| Бронза  | Ноэль Лобан                                                         | Вольная борьба       | Мужчины, до 90 кг                                     |
| Бронза  | Петер Аллам Джонатан Ричардс                                        | Парусный спорт       | Класс «Летучий голландец»                             |

## Результаты соревнований

### Академическая гребля
В следующий раунд из каждого заезда проходили несколько лучших экипажей (в зависимости от дисциплины). В финал A выходили 6 сильнейших экипажей, ещё 6 экипажей, выбывших в полуфинале, распределяли места в малом финале B.
Мужчины
| Соревнование | Спортсмены                 | Предварительный заезд | Предварительный заезд | Предварительный заезд | Отборочный заезд | Отборочный заезд | Отборочный заезд | Полуфинал | Полуфинал | Полуфинал | Финал   | Финал   | Итоговое место |
| Соревнование | Спортсмены                 | Заезд                 | Время                 | Место                 | Заезд            | Время            | Место            | Заезд     | Время     | Место     | Время   | Место   | Итоговое место |
| ------------ | -------------------------- | --------------------- | --------------------- | --------------------- | ---------------- | ---------------- | ---------------- | --------- | --------- | --------- | ------- | ------- | -------------- |
| двойки       | Джон Битти Ричард Стенхоуп | 3                     | 7:16,39               | 3 Q                   | не участвовали   | не участвовали   | не участвовали   | 2         | 7:09,17   | 6 QB      | Финал B | Финал B | 12             |
| двойки       | Джон Битти Ричард Стенхоуп | 3                     | 7:16,39               | 3 Q                   | не участвовали   | не участвовали   | не участвовали   | 2         | 7:09,17   | 6 QB      | 7:08,07 | 6       | 12             |